# Крутые стволы (фильм, 1997)
«Круты́е стволы́» (англ. Mean Guns) — американский художественный фильм, боевик режиссёра Альберта Пьюна; в главных ролях Кристофер Ламберт, Ice-T, Майкл Халси, Дебора Ван Валкенбург и Хантер Доути.

## Сюжет
Босс некоего могущественного синдиката собирает в новом здании будущего исправительного учреждения всех, кто провинился перед ним, под предлогом розыгрыша 10 000 000 долларов.
Как только все участники игры собираются в назначенное время, представитель синдиката Винсент Мун объясняет правила. Оказывается, что приз поделит между собой тройка счастливчиков, оставшихся в живых. После этого на голову участникам сбрасываются оружие и боеприпасы. После первого отсева выделяются две группировки.
В первую входят политический убийца Лу, его коллега Маркус, профессиональная киллер — блондинка Ди и бывшая бухгалтерша Кэм, имеющая компромат против синдиката.
Во вторую группировку входят киллеры Хосс, Кроу и случайно оказавшаяся с ними Барби. Часть неопределившихся киллеров, которые отвлеклись набиванием карманов патронами и снаряжением магазинов, достаточно быстро истребляется первыми двумя группировками. Ряды играющих редеют, через несколько часов их остается только трое, но не всё так просто.
На самом деле Мун собирался не столько ликвидировать всех провинившихся, сколько убрать вышедшего из повиновения синдиката Лу, с которым без такой шумихи просто не справиться. А когда выясняется, что всё идёт не по плану синдиката и в тройку оставшихся попали Лу, Маркус и Кэм, на сцену выходит Мун с чемоданом денег и несколькими пистолетами, из которых заряжены не все для того, чтобы вмешаться в ход событий. Но развязка приобретает непредвиденный оборот, в итоге выживает только Кэм, ей достаются 10 000 000 долларов и маленькая Люси — родная дочь Лу, которая как и её бывший папа очень любит мамбо.

## В ролях
- Кристофер Ламберт — Луис «Лу» Брэддок
- Айс Ти — Винсент Мун
- Майкл Халсли — Маркус Джадж
- Дебора Ван Валкенберг — Карен «Кэм» Мэйн
- Тина Коте — Барбара «Барби» Доллфэйс
- Юдзи Окумото — Идзанаги «Хосс» Ре
- Том Мэтьюз — Кэлвин «Кроу» Рукер
- Кимберли Уоррен — Диана «Ди» Эндрюс
- Хантер Дуги — Люси Брэддок
- Говард Стэнтон — Джоуи Рэдикер
- Латиф Моро — Лерой Томпсон
- Франсуа Назир — Соломон
- Лакки Даймонд — Джестер
- Брианна Стормаре — Анна

## Саундтрек
Крутые Стволы / Mean Guns Энтони Рипаретти (1997) OST
1. «Esta noche sin ti», Written by Antony Riparetti, Roberto Amaral, Steve Le Gossick
2. «Adios», Written by Enric Madriguera
3. «Jose», Written by Perez Prado
4. «Salsipuedes», Written by Antony Riparetti, Deric Lynch
5. «Land of Illusions», Written by Antony Riparetti, Steve Le Gossick
6. «Chupacabra», Written by Antony Riparetti, Steve Le Gossick
7. «Loco», Written by Antony Riparetti, Paul Edwards, Roberto Amaral
8. «Mambo Mambo», Written by Antony Riparetti, Roberto Amaral, Steve Le Gossick
9. «La hora de la verdad», Written by Antony Riparetti, Roberto Amaral, Steve Le Gossick

## Интересные факты
- Слоган фильма «100 убийц, 1000 стволов, 10 000 000 долларов. И только один останется живой».
- Фильм посвящён Стивену Фридману[англ.], который был пионером производства независимых фильмов в Голливуде.[2]
- Весь фильм играет музыка в стиле мамбо (исполнитель Перес Прадо).
- Существует две версии фильма, телевизионная длится 105 минут, видео — 110 минут.
- В фильме в эпизодической роли сыграл кубинский музыкант, обыгрывавший музыку Переса Прадо, — он сыграл чернокожего убийцу с дредами, которого Ди побеждает в рукопашной схватке ближе к концу фильма. Также в фильме отметились известный баскетболист (чернокожий байкер с одним глазом), модель мужского нижнего белья (блондин, стоящий рядом с Ди в начале фильма) и актёр порнофильмов (который был подвешен за галстук на конвейер стараниями Кро и Хосса).
- Альберт Пьюн большой поклонник творчества Серджо Леоне, особенно «долларовой трилогии». Динамично розыгранная сцена финальной дуэли в «Крутых стволах» создана под влиянием спагетти-вестерна «Хороший, плохой, злой».[3]